# Teschendorf
Teschendorf este o comună din landul Mecklenburg-Pomerania Inferioară, Germania.